# Karl Götz (Schriftsteller)
Karl Götz (* 11. März 1903 in Neubolheim; † 9. Februar 1989 in Stuttgart) war ein deutscher nationalsozialistischer Schriftsteller, Lehrer und Kulturfunktionär.

## Leben
Karl Götz wurde 1903 in Neubolheim (heute zu Herbrechtingen) als Sohn eines Schlossers und einer Fabrikarbeiterin geboren. In den Jahren 1917 bis 1923 besuchte er zuerst die evangelische Lehrerbildungsanstalt Denkendorf (Präparandenanstalt) und dann das evangelische Lehrerseminar in Künzelsau. Danach ging er für zwei Jahre in die Vereinigten Staaten, kehrte 1926 nach Deutschland zurück und wurde Lehrer in Bernhardsweiler. Im Jahre 1929 ging er nach Palästina und unterrichtete an einer zur Tempelgesellschaft gehörenden Schule in Bethlehem. Nach der Machtübernahme durch die Nationalsozialisten 1933 kehrte er nach Deutschland zurück, wurde Lehrer in Stuttgart und trat zum 1. Mai 1933 der NSDAP bei (Mitgliedsnummer 2.715.833). 1935 wurde er in Stuttgart zum Ratsherren ernannt. Zudem wurde er Mitglied der Reichsschrifttumskammer, im Reichsluftschutzbund und der NSV. Im Nationalsozialistischen Lehrerbund wurde Götz Gaureferent für Grenz- und Auslandsdeutschtum. Zudem wurde er Kulturrat im Deutschen Auslandsinstitut (DAI). Im Auftrage des DAI unternahm Götz Reisen durch Europa, nach Lateinamerika, in die USA und nach Kanada – z. B. nach Winnipeg, wo er Lichtbildervorträge über das neue Deutschland hielt und Propagandamaterial an die kanadischen Nationalsozialisten verteilte. Götz, der dem 1938 anlässlich des 50. Geburtstags von Gauleiter Wilhelm Murr gegründeten Schwäbischen Dichterkreis angehörte, war zudem Kuratoriumsmitglied des Erwin-von-Steinbach-Preises der Alfred Toepfer Stiftung F. V. S. Karl Götz gehörte zum Freundeskreis der „Brüder Grimm des Ostens“ Alfred Karasek und Walter Kuhn.
Götz war als Schriftsteller sehr produktiv. Während des Zweiten Weltkrieges war Karl Götz an der Leitung einer DAI-Kommission zur Dokumentation der Umsiedlung im besetzten Polen beteiligt. Im Jahre 1941 meldete er sich freiwillig zur Wehrmacht und diente im Rang eines Schützen als Frontkämpfer in Jugoslawien und der Sowjetunion. Im selben Jahr wurde Götz Mitglied der SS, erhielt den Auftrag zur „schriftstellerischen Bearbeitung des Russland-Deutschtums“ und begleitete Heinrich Himmler auf einer Reise durch die besetzten Gebiete. In dessen persönlichem Auftrag baute er in den deutschen Sprachinseln Prischib (Пришиб, Башкортостан) und Selz (Лиманское) Lehrerbildungsanstalten auf. Götz erstellte eine „Bibliographie sowjetischer Literatur in deutscher Sprache in den Büchereien deutscher Dörfer in Russland“ und wurde zum „Inspekteur der gesamten volksdeutschen Bildungs- und Kulturarbeit in Transnistrien und der Ukraine“ ernannt. Sodann gehörte er zum Stab des SS-Brigadeführers Horst Hoffmeyer und 1944 zu einer Stabskompanie der Waffen-SS beim Hauptamt Volksdeutsche Mittelstelle. Hier wurde er mit Wirkung zum 1. September 1944 zum SS-Sturmbannführer ernannt.
Nach Ende des Zweiten Weltkrieges wurde Götz von 1945 bis 1947 interniert, doch ab 1948 arbeitete er wieder als Lehrer und Schriftsteller. Götz wurde in der Sowjetischen Besatzungszone auf die Liste jener Autoren gesetzt, „deren gesamte Produktion endgültig zu entfernen ist“. Auch tauchen sämtliche Werke Götzes auf der Liste der gesperrten Autoren und Bücher des Österreichischen Bundesministeriums für Unterricht auf. Von 1962 bis 1983 war er Herausgeber des Schwäbischen Heimatkalenders, der in Zusammenarbeit mit dem Schwäbischen Albverein und dem Schwäbischen Heimatbund entstand. Ferner war er Mitglied und im Hauptausschuss des Schwäbischen Albvereins unter dem Vereinsvorsitzenden Georg Fahrbach, eines prominenten Vertreters des Naturschutzes im Nationalsozialismus. Zu Götz’ 70. Geburtstag 1973 veröffentlichte Fahrbach in den Blättern des Albvereins eine Würdigung des in seinen Augen „wirklich verdienstvollen Mannes“ und huldigte Götz als „Verfechter einer gesunden Lebensauffassung“ und „mutigen Kämpfer und treuen Sohn seiner Heimat“.   1975 wurde er mit dem Ehrenring der rechtsextremen Organisation Deutsches Kulturwerk Europäischen Geistes ausgezeichnet, 1980 mit dem Dichtersteinschild des 1999 wegen NS-Wiederbetätigung verbotenen Vereins Dichterstein Offenhausen. Götz gehörte zu den Unterzeichnern des Heidelberger Manifestes.
Karl Götz starb am 9. Februar 1989 in Stuttgart.

## Auszeichnungen
- 1935 und 1939 Volksdeutscher Schrifttumspreis der Stadt der Auslandsdeutschen, Stuttgart, für die Bücher Das Kinderschiff bzw. Brüder über dem Meer
- Ostmark-Medaille
- Sudetenland-Medaille
- 1941 Kriegsverdienstkreuz mit Schwertern
- 1941 Wilhelm-Raabe-Preis für den Roman Die große Heimkehr
- 1965 Ehrenmitglied im Schwäbischen Heimatbund[7]
- 1973 Donauschwäbischer Kulturpreis des Landes Baden-Württemberg
- 1975 Goldener Ehrenring für deutsche Literatur des Deutschen Kulturwerks Europäischen Geistes
- 1978 Goldene Verdienstmedaille des Landes Baden-Württemberg
- 1979 Ehrenbürger der Stadt Herbrechtingen
- 1980 Dichtersteinschild des Vereins Dichterstein Offenhausen
- 1981 Professor (Ehrentitel) für sein „landsmannschaftliches Wirken“ durch den Ministerpräsidenten von Baden-Württemberg, Lothar Späth[8]

## Publikationen (Auswahl)
- Das Deutschtum in Palästina. In: Mitteilungen der Deutschen Akademie, 1931, S. 291–337.
- Der Deutsche in Palästina. Für Jugend und Volk zusammengestellt. Beltz, Langensalza 1932.
- Das Kinderschiff. Ein Buch von der weiten Welt, von Kindern und von Deutschland. Engelhorn, Stuttgart 1934.
- Kolonistenkinder fahren nach Deutschland. Hillger, Berlin 1936 (Deutsche Jugendbücherei; 576)
- Brüder über dem Meer. Schicksale und Begegnungen. Engelhorn, Stuttgart 1938.
- Die Heimstätter. Ein deutsches Schicksal in Kanada. Leipzig, Reclam 1940 (Reclams Universal-Bibliothek; 7455).
- Deutsche Leistung in Amerika. Eher, Berlin 1940 (Volkwerdung und Glaube; 8).
- Die große Heimkehr, Roman. Engelhorn, Stuttgart 1941.
- Wenn die Hoffnung nicht wäre. Einer von Vielen erzählt, Roman. Engelhorn, Stuttgart 1952.
- Fünfzig Jahre Jugendwandern und Jugendherbergen. 1909-1959. Deutsches Jugendherbergswerk, Detmold 1959.
- Hans Reyhing. Die Stimme der Alb, Biographie. Hess, Ulm 1963.
- Georg Fahrbach. In: Georg Fahrbach zum 60. Geburtstag am 6. April 1963 (Festschrift). Schwäbischer Albverein, Stuttgart 1963, S. 7–32.
- Der goldene Morgen. Heitere Geschichten aus einer armen Kindheit. Stieglitz, Mühlacker 1965.
- Schwäbisch von A bis Z. Eine heitere Sprach- und Menschenkunde für Schwaben und Nichtschwaben. Hohenstaufen Verlag, Bodman, Bodensee 1970, erw. Neuausg. 1987.
- (Hrsg.): Heitere Heimat. Fröhliche Kalendergeschichten und vielerlei besinnliche Weisheiten und Sprüche für alt und jung, für hoch und niedrig, für Studierte und sogenannte einfache Leute, für alle, soweit die deutsche Zunge klingt. Hohenstaufen Verlag, Bodman, Bodensee 1974 (gekürzte Lizenzausgabe 1977).
- Am hellen Mittag. Frohe Jugend in einer ernsten Zeit. Stieglitz-Verlag Händle, Mühlacker 1975, ISBN 3-7987-0157-1.
- Rund um den Bussen mit K. G. „D’Leut über d’Leut, sellamol und heut“, Schallplatte. Graul, Mühlacker 1978.
- (Hrsg.) Das frohe Jahr. Ein ganzes Buch voll heiterer Geschichten und vielerlei Weisheiten zum Lesen und Vorlesen, zum Frohwerden und Frohmachen. Stieglitz-Verlag Händle, Mühlacker 1980.
- I like Deutsch. Geschichten vom Glanz und Elend unserer Sprache. Hohenstaufen-Verlag, Berg/Starnberger See, Bodman/Bodensee 1981, ISBN 3-8056-0411-4.
- Karl Goetz erzählt Heiteres und Besinnliches und liest aus seinen Büchern „Das Kinderschiff“, „Brüder über Land und Meer“, „Heitere Heimat“, 2 Schallplatten. Graul, Mühlacker 1984.
- Im Abendrot. Viel erlebt und einfach so erzählt. Stieglitz-Verlag Händle, Mühlacker 1985, ISBN 3-7987-0228-4.